# أنيتا لويز
أنيتا لويز (بالإنجليزية: Anita Louise)‏ هي ممثلة أمريكية، ولدت في 9 يناير 1915 بنيويورك في الولايات المتحدة، وتوفيت في 25 أبريل 1970 بلوس أنجلوس في الولايات المتحدة بسبب سكتة.

## أعمال

### أفلام
- (1935) حلم ليلة صيف
- (1936) أنتوني السيء
- (1936) قصة لويس باستور

## وصلات خارجية
- أنيتا لويز على موقع IMDb (الإنجليزية)
- أنيتا لويز على موقع ألو سيني (الفرنسية)
- أنيتا لويز على موقع ميوزك برينز (الإنجليزية)
- أنيتا لويز على موقع أول موفي (الإنجليزية)
- أنيتا لويز على موقع قاعدة بيانات الأفلام السويدية (السويدية)
- أنيتا لويز على موقع إن إن دي بي (الإنجليزية)
- أنيتا لويز على موقع قاعدة بيانات الفيلم (الإنجليزية)
- أنيتا لويز على موقع كينوبويسك (الروسية)